# Arlempdes
Arlempdes là một xã thuộc tỉnh Haute-Loire nam trung bộ nước Pháp. Xã Arlempdes nằm ở khu vực có độ cao trung bình 840 mét trên mực nước biển.